# 식물 세포

식물 세포의 구조

식물 세포(plant cell)는 진핵세포의 일종으로, 식물계의 광합성을 하는 생물을 이루는 세포이다. 식물 세포의 독특한 특징으로는 셀룰로스, 헤미셀룰로스, 펙틴을 함유하는 1차 세포벽, 광합성을 수행하고 녹말을 저장하는 능력이 있는 색소체, 팽압을 조절하는 큰 액포, 생식세포 이외에는 편모 또는 중심소체가 없다는 점, 세포판이나 격막형성체를 이용하여 새로운 딸세포가 분열하는 방법 등을 꼽을 수 있다.

## 특징
- 식물 세포는 세포막 외부에 세포벽을 가지고 있으며 세포벽은 셀룰로스, 헤미셀룰로스, 펙틴으로 구성되어 있다. 식물 세포의 세포벽은 키틴으로 구성된 균류의 세포벽, 펩티도글리칸으로 구성된 세균의 세포벽, 슈도펩티도글리칸으로 구성된 고세균의 세포벽과 대조적이다. 많은 경우에 리그닌과 수베린은 원형질체에 의해 분비되어 1차 세포벽 내부에 2차 세포벽 층을 이룬다. 큐틴은 1차 세포벽 외부나 잎, 줄기, 기타 땅 위에 위치한 기관의 표피 세포의 2차 세포벽 외부 층으로 분비되어 식물 큐티클을 형성한다. 세포벽은 많은 필수 기능을 수행한다. 대표적으로는 식물의 조직과 기관의 모양을 형성하고, 세포 간 통신이나 식물-미생물 상호 작용에 중요한 역할을 한다.[1]
- 많은 종류의 식물 세포는 중앙에 큰 액포가 위치하고 있다. 액포를 둘러싸고 있는 막은 액포막[2]이라고 하며, 액포는 액포막에 둘러싸인 채 물로 채워져 있는 공간이다. 액포막은 팽압을 유지하고, 세포질과 수액 사이의 분자 이동을 제어하며, 인이나 질소[3] 같은 유용한 물질을 저장하고, 노폐물인 단백질과 세포 소기관을 소화한다.
- 원형질연락사[4]로 알려진 세포 간 통신 경로는 인접한 세포의 원형질막과 소포체[5]가 연결되어 만들어진 1차 세포벽의 구멍이다.
- 식물 세포에는 색소체가 포함되어 있으며, 이 중 가장 주목할 만한 것은 엽록체이다. 녹색 색소인 엽록소는 햇빛 에너지를 화학 에너지로 변환하는데, 이 변환의 대표적인 예시는 식물이 물과 이산화탄소로부터 스스로 양분을 만드는 광합성이다.[6] 다른 유형의 색소체에는 전분 저장에 특화된 녹말체, 지방 저장에 특화된 지방형성체, 엽록소 이외의 색소 합성 및 저장에 특화된 잡색체가 있다. 37개의 유전자를 암호화하는 게놈을 가지고 있는 미토콘드리아에서와 같이,[7] 색소체는 약 100-120개의 고유한 유전자에 대한 게놈을 갖는다.[8] 이 사실로 보아 색소체는 육상 식물이나 조류와 같은 진핵생물의 초기 조상의 세포에 살던 원핵생물인 내생공생생물로 발생한 것으로 추측된다.[9]
- 많은 세포의 구조는 막질이며 막은 지질을 포함한다.[10]
- 육상 식물과 몇몇 조류(특히 윤조식물[11], 녹조식물 오랑캐꽃말목[12])의 세포 분열은 세포 분열 후기에 세포판을 만들기 위한 주형으로 격막형성체를 구성하며 발생한다.
- 선태식물, 양치식물, 소철류, 은행나무속의 운동성 정자는 동물 세포와 유사한[13][14] 편모를 가지는 유일한 세포이다.[15] 그러나 구과식물이나 속씨식물에는 이러한 운동성 정자가 없으며 편모와 중심소체 역시 모두 존재하지 않는다.[16]

## 식물 세포 및 조직의 유형
식물 세포는 동물의 줄기 세포와 유사한 미분화 세포가 분화하여 뿌리, 줄기, 잎, 꽃, 생식 구조의 주요 세포와 조직을 형성한다.

### 유조직
유세포는 저장 및 지지에서 광합성(엽육 세포) 및 체관부 적재(수송 세포)에 이르는 기능을 가진 활동적인 세포이다. 관다발에 있는 물관와 체관을 제외하고, 잎은 주로 유세포로 구성된다. 표피에서와 같이 일부 유세포는 빛을 투과하고 초점을 맞추거나 기체 교환을 조절하는 데 특화되어 있지만, 다른 세포는 식물 조직에서 특화되어있지 않은 세포이며, 평생 동안 미분화 세포의 새로운 집단을 생성하기 위해 분열할 수 있는 전능 세포로 남아 있을 수 있다. 유세포는 얇고 투과성이 있는 1차 벽을 가지고 있어 작은 분자를 그들 사이에 운반할 수 있으며, 세포질은 꽃꿀 분비나 초식성을 저해하는 2차 생성물의 제조와 같은 광범위한 생화학적 기능을 담당한다. 엽록체를 많이 포함하고 광합성에 주로 관여하는 유세포는 엽록체 세포라고 불린다. 감자 덩이줄기에 있는 유세포의 대부분과 콩류의 씨앗 자엽과 같은 다른 세포들은 저장 기능을 가지고 있다.

### 후각조직
후각세포는 성숙기에 살아 있으며, 두꺼운 셀룰로스 세포벽을 가지고 있다. 이 세포는 처음에는 유세포과 유사한 분열조직 파생물에서 성숙하지만 차이점은 빠르게 명백해진다. 색소체는 발달하지 않고, 분비 기구(소포체 및 골지체)가 증식하여 추가적인 1차벽을 분비한다. 벽은 세 개 이상의 세포가 접촉하는 모서리에서 일반적으로 가장 두껍고 두 개의 셀만 접촉하는 모서리에서 가장 얇다. 그러나 벽을 두껍게 하는 다른 배열도 가능하다. 펙틴과 헤미셀룰로스는 쌍자엽 속씨식물의 주엽 세포벽의 지배적인 구성성분으로, 페타사이트의 셀룰로스 함량은 20%에 불과하다. 후각세포는 일반적으로 상당히 길쭉하고 가로로 분열하여 격벽 모양을 나타낼 수 있다. 이 세포의 역할은 길이가 자라는 축에서 식물을 지지하고 조직에 유연성과 인장 강도를 부여하는 것이다. 1차 벽에는 단단하게 만드는 리그닌이 부족하므로 후각세포는 지지체(plastic support)를 제공한다. 이 지지체는 어린 줄기나 잎자루를 공중에 고정할 수 있지만 세포 주변의 세포처럼 늘어날 수 있는 긴 지지체이다.

다양한 식물 세포 유형을 보여주는 잎의 단면

### 후벽조직
후벽조직은 두 가지 유형의 세포, 즉 후벽과 섬유로 구성된 조직으로, 1차 세포벽 내부에 두꺼워지고 목질화된 2차 벽이 있다. 2차 벽은 세포를 단단하게 만들어 물이 스며들지 않게 한다. 결과적으로 후벽과 섬유는 일반적으로 기능적 성숙기에 죽고 세포질이 없어져 중앙이 비게 된다. 후벽세포는 잎이나 과일에 거친 질감을 주는 단단하고 거친 세포이다. 그들은 곤충 유충의 소화관을 손상시켜 초식 동물의 공격을 막을 수 있다. 후벽세포는 복숭아 및 기타 많은 과일의 단단한 벽을 형성하여 발달 중인 낟알을 물리적으로 보호한다. 섬유는 목질화된 2차 벽이 있는 길쭉한 세포로 초본 식물의 잎과 줄기에 하중 지탱과 인장 강도를 제공한다. 후벽조직 섬유는 물과 영양분 또는 탄소 화합물의 전도에 관여하지 않지만 초기 육상 식물에서 물관부 및 체관의 변형으로 진화했을 가능성이 크다.

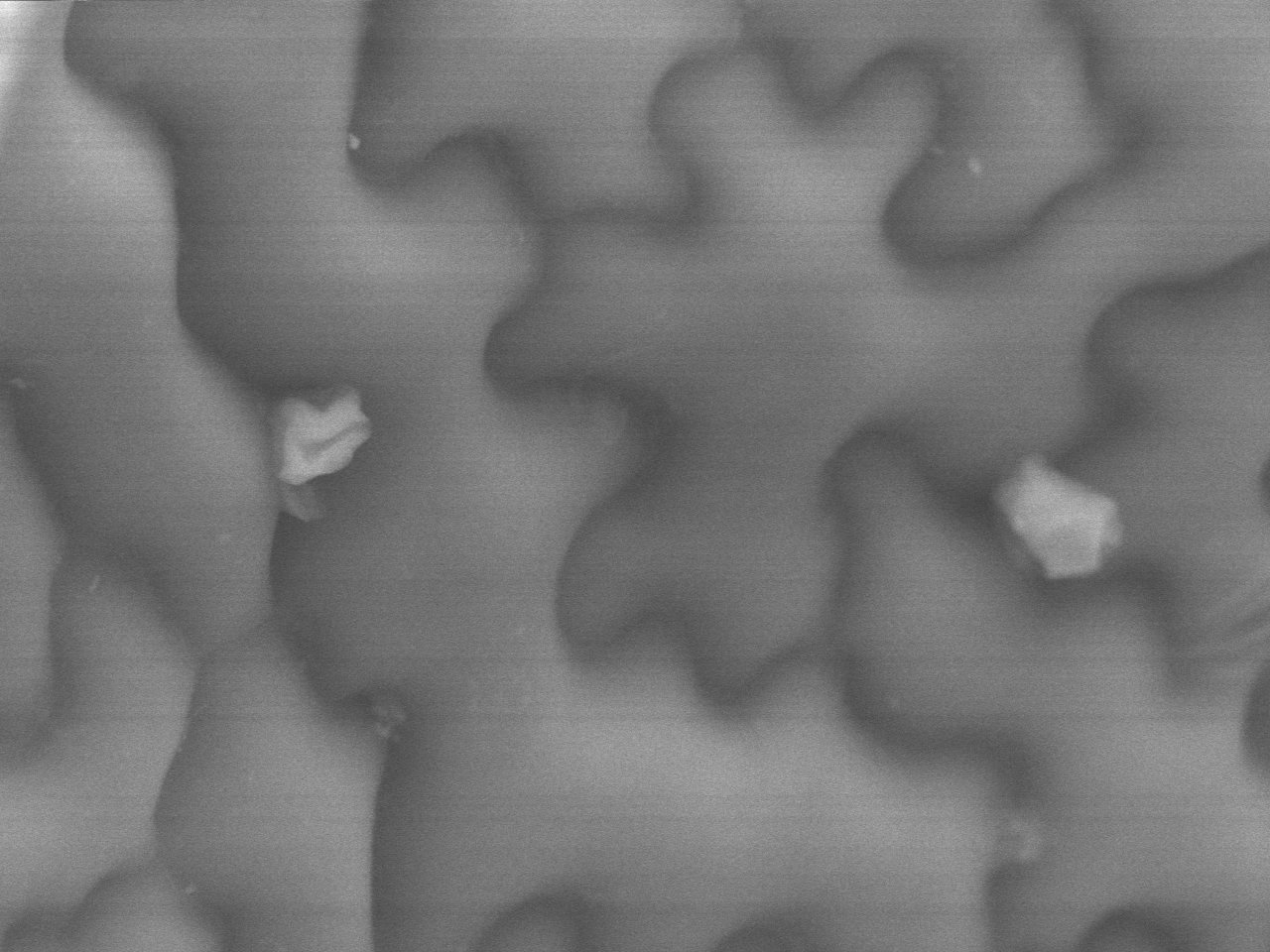
애기장대의 표피세포

### 물관부
물관은 섬유 및 유세포와 함께 물이 통하는 기관 또는 도관절로 구성된 조직이다. 헛물관은 세포벽이 목질화되어 2차적으로 두꺼워지는 길쭉한 세포로, 물의 전도에 특화되어 있으며, 4억 2,500만 년 전 실루리아기에 육지로 이동하는 동안 식물에 처음 나타났다. 헛물관이 존재한다는 의미는 관다발 식물이라는 것이다. 헛물관은 뾰족하고 길쭉한 물관세포로, 연속적인 1차 세포벽과 고리 또는 그물망 형태의 목질화된 2차 벽을 가지고 있다. 유연공이라고 불리는 판막 모양의 천공이 있는 더 복잡한 기관은 겉씨식물의 특징이다. 양치류와 기타 익생식물과 겉씨식물은 물관기관만을 가지고 있는 반면, 꽃 피는 식물도 물관을 가지고 있다. 도관절은 끝벽이 없는 속이 빈 목부 세포로 끝과 끝이 정렬되어 길고 연속적인 튜브를 형성한다. 선태식물에는 실제 목부 조직이 없지만, 포자체는 더 단순한 구조의 길쭉한 세포로 구성된 하이드롬으로 알려진 수분 전도 조직을 가지고 있다.

### 체관부
체관은 고등 식물에서 영양분을 운반하기 위한 특수 조직으로, 주로 전류라고 하는 과정인 삼투에 의해 생성된 압력 구배를 따라 당을 운반한다. 체관은 두 가지 주요 세포 유형인 체관 및 밀접하게 연관된 반세포와 유세포, 체관 섬유 및 공막으로 구성된 복잡한 조직이다. 체관은 끝에서 끝이 천공된 끝판으로 연결되어 있다. 체관 사이에서 광합성 물질의 수송을 허용하는 체판도 존재한다. 체관에는 핵과 리보솜이 없으며 그 신진 대사와 기능은 인접한 핵 반세포에 의해 조절된다. 원형질연락사를 통해 체관에 연결된 동반 세포는 체관에 당을 적재하는 역할을 한다. 이끼류는 체관부가 없지만 이끼 포자체는 렙톰으로 알려진 유사한 기능을 가진 더 단순한 조직을 가지고 있다.

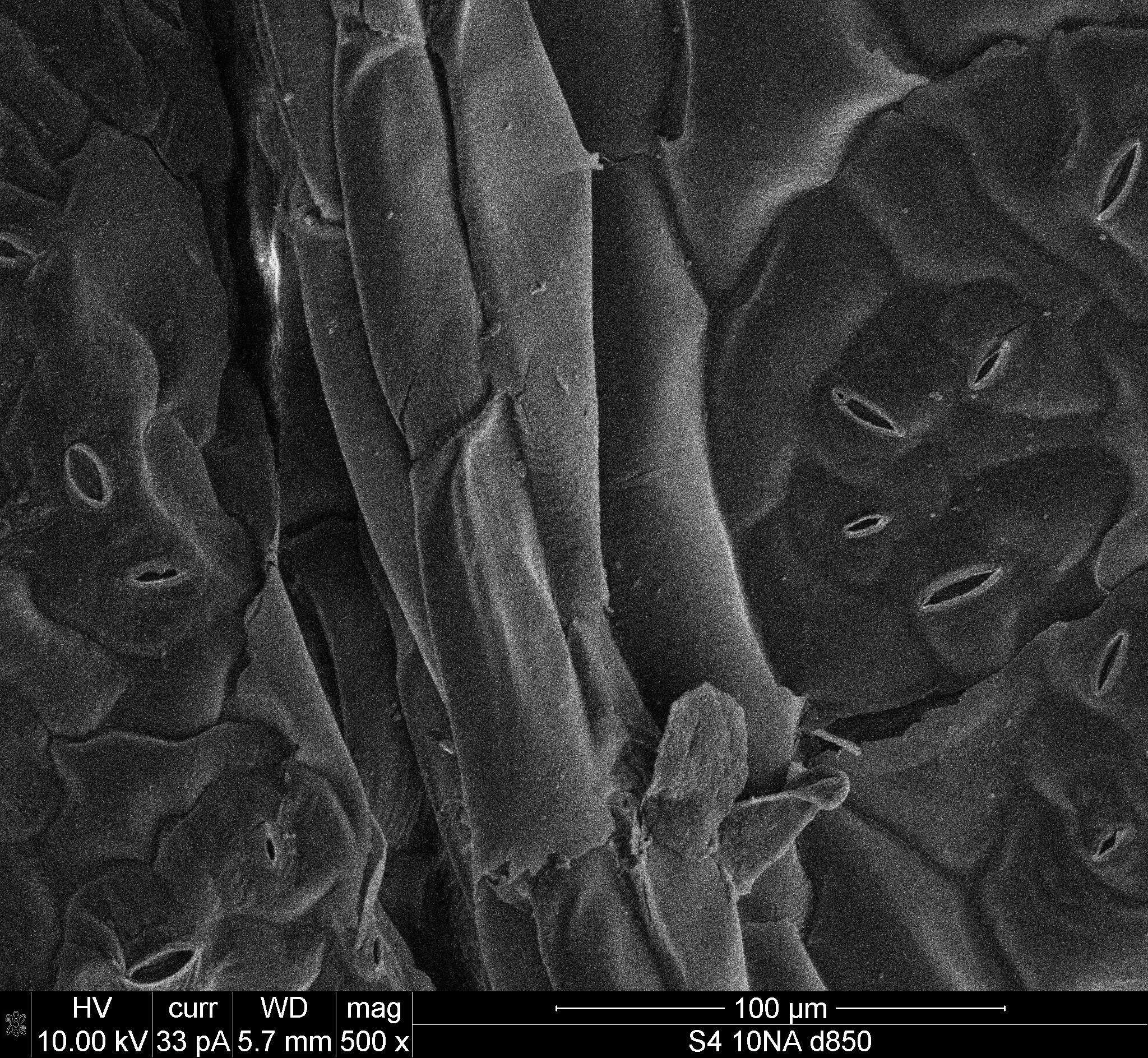
청경채 잎의 표피세포의 전자현미경 사진이다. 기공을 확인할 수 있다.

### 표피
식물 표피는 잎, 줄기 및 뿌리의 외부 표면을 덮는 유세포로 구성된 특수 조직이다. 여러 종류의 세포들이 표피에 존재할 수 있다. 이들 중 다수를 차지하는 것은 식물과 대기 사이의 가스 교환 비율을 제어하는 공변 세포, 선상조직 사상체 등이다. 대부분의 식물의 표피에서 공변 세포에만 엽록체가 있다. 엽록체는 광합성에 필요한 녹색 색소인 엽록소를 함유하고 있다. 공기 기관의 표피 세포는 식물 피질을 덮는 외체(L1 및 L2 층)로 알려진 세포의 표층에서 발생하는 반면, 피질과 유관속 조직은 내체(L3)로 알려진 정단의 가장 안쪽 층에서 발생한다. 뿌리의 표피는 뿌리 덮개 바로 아래의 세포층에서 시작된다. 뿌리가 아닌 모든 공변 기관의 표피는 폴리에스터 큐틴이나 폴리머 큐탄으로 만들어진 표피 및 덧표피 왁스의 표면 층으로 덮여 있다. 정단의 표피 세포는 큐틴을 합성하는 생화학적 능력을 가진 유일한 식물 세포이다.

## 같이 보기
- 염색질
- 세포질
- 엽록체
- 세포골격
- 골지체
- 세포핵
- 핵소체
- 미토콘드리아
- 폴 너스